# アントワネット・ド・ブルボン＝ヴァンドーム
アントワネット・ド・ブルボン＝ヴァンドーム（Antoinette de Bourbon-Vendôme, 1494年12月25日 - 1583年1月22日）は、フランスの貴族ギーズ公クロードの妻。ヴァロワ朝後期のブルボン家の人物で、父はヴァンドーム伯フランソワ・ド・ブルボン、母はサン＝ポル女伯マリー・ド・リュクサンブールである。スコットランド王ジェームズ5世の妃メアリー・オブ・ギーズの母、女王メアリーの祖母であり、またブルボン朝初代の王アンリ4世の大叔母に当たる。
1513年にギーズ伯（後にギーズ公となる）クロードと結婚し、長女マリー（メアリー・オブ・ギーズ）、長男ギーズ公フランソワを始め12人の子供をもうけた。三女ルネを除く全ての子供たちに先立たれた後、1583年に89歳の高齢で死去した。

## 子女
- マリー（1515年 - 1560年） - 1534年にロングヴィル公ルイ2世と結婚、1538年にスコットランド王ジェームズ5世と再婚
- フランソワ（1519年 - 1563年） - ギーズ公
- ルイーズ（1520年 - 1542年） - 1541年、アールスコート公シャルル2世・ド・クロイと結婚
- ルネ（1522年9月2日 - 1602年4月3日） - ランスのサン・ピエール修道院長
- シャルル（1524年 - 1574年） - 枢機卿
- クロード（1526年 - 1573年） - オマール公
- ルイ（1527年 - 1578年） - 枢機卿
- フィリップ（1529年）
- ピエール（1530年）
- アントワネット（1531年 - 1561年） - ファルムティエ女子修道院長
- フランソワ（1534年 - 1563年） - マルタ騎士修道会会長
- ルネ（1536年 - 1566年） - エルブフ侯